# Municipio de Sheridan (condado de Washington)
El municipio de Sheridan (en inglés: Sheridan Township) es un municipio ubicado en el condado de Washington en el estado estadounidense de Kansas. En el año 2010 tenía una población de 101 habitantes y una densidad poblacional de 1,08 personas por km².

## Geografía
El municipio de Sheridan se encuentra ubicado en las coordenadas 39°36′8″N 97°11′41″O / 39.60222, -97.19472. Según la Oficina del Censo de los Estados Unidos, el municipio tiene una superficie total de 93.21 km², de la cual 93,01 km² corresponden a tierra firme y (0,21 %) 0,2 km² es agua.

## Demografía
Según el censo de 2010, había 101 personas residiendo en el municipio de Sheridan. La densidad de población era de 1,08 hab./km². De los 101 habitantes, el municipio de Sheridan estaba compuesto por el 97,03 % blancos, el 0,99 % eran asiáticos y el 1,98 % eran de una mezcla de razas. Del total de la población el 0 % eran hispanos o latinos de cualquier raza.